# Лајман (Мисисипи)
Лајман (енгл. Lyman) насељено је место без административног статуса у америчкој савезној држави Мисисипи.

## Демографија
По попису из 2010. године број становника је 1.277, што је 196 (18,1%) становника више него 2000. године.
| Група             | 2000.       | 2010.         |
| Белци             | 929 (85,9%) | 1.043 (81,7%) |
| Афроамериканци    | 135 (12,5%) | 148 (11,6%)   |
| Азијати           | 3 (0,3%)    | 10 (0,8%)     |
| Хиспаноамериканци | 16 (1,5%)   | 43 (3,4%)     |
| Укупно            | 1.081       | 1.277         |